# Ивановцы (Коми)
Ивановцы (коми Ивановчи) — деревня в Сысольском районе Республики Коми России. Входит в состав сельского поселения Куратово.

## География
Деревня находится в юго-западной части Республики Коми, в пределах Вычегодско-Мезенской равнины, на правом берегу реки Буб, на расстоянии примерно 26 км (по прямой) к юго-западу от села Визинга, административного центра района. Абсолютная высота — 172 м над уровнем моря.
Климат
Климат характеризуется как умеренно континентальный, с продолжительной умеренно морозной многоснежной зимой и коротким прохладным летом. Среднегодовая температура воздуха составляет 0,6 °С. Средняя температура воздуха самого тёплого месяца (июля) составляет 16,7 °C; самого холодного (января) — −14,7 °C. Безморозный период длится в течение 191 дня. Среднегодовое количество атмосферных осадков составляет 536 мм.
Часовой пояс
Деревня Ивановцы, как и вся Республика Коми, находится в часовой зоне МСК (московское время). Смещение применяемого времени относительно UTC составляет +3:00.

## История
Возникла в период между 1918 и 1920 годами. В 1920 году в деревне имелось 2 двора и проживало 13 человек. В 1970 году в деревне числилось 37 жителей. В 1989 году население Ивановцев составляло 60 человек.

## Население
| 2010 |
| ---- |
| 29   |

Гендерный состав
По данным Всероссийской переписи населения 2010 года, в гендерной структуре населения мужчины составляли 34,5 %, женщины — соответственно 65,5 %.
Национальный состав
Согласно результатам переписи 2002 года, в национальной структуре населения коми составляли 96 % из 45 челю